# Alfred Pattloch
Alfred Pattloch (* 16. November 1873 in Köln; † 1943 in Rudig) war ein deutscher römisch-katholischer Geistlicher und Märtyrer.

## Leben
Alfred Pattloch ging nach dem Abitur aus dem Rheinland in das priesterarme Bistum Leitmeritz in Nordböhmen und wurde am 17. Juli 1904 zum Priester geweiht. Die Stationen seines Wirkens waren: Kaplan, dann Pfarrer in Kulm, auch Katechet in Předlice/Prödlitz (Aussig), ab 1914 Pfarrer in Graupen (östlich Teplitz). Nach seiner Pensionierung ging er als Konsistorialrat nach Bilin. Wegen allgemeinem Priestermangel übernahm er 1940 die Pfarrei Rudig (30 km östlich Karlsbad). 1943 kam nachts die Gestapo zu ihm, um ihn festzunehmen. Bei einem Fluchtversuch brach er sich ein Bein und wurde erschlagen. Er war 70 Jahre alt.

## Gedenken
Die Römisch-katholische Kirche in Deutschland hat Alfred Pattloch als Märtyrer aus der Zeit des Nationalsozialismus in das deutsche Martyrologium des 20. Jahrhunderts aufgenommen.